# Pierre Salvadori
Pierre Salvadori (Tunisia, 8 novembre 1964) è un regista, sceneggiatore e attore francese.

## Biografia
Nato in Tunisia da genitori còrsi originari l'uno di Santo Pietro di Venaco e l'altro di Quenza (rispettivamente nei dipartimenti dell'Alta Corsica e della Corsica del Sud), cresce però a Parigi, dove studia letteratura e cinema. Nel 1989 ha scritto la sua prima sceneggiatura (Cible émouvante), con la quale ha poi esordito da regista nel 1993. Ha ottenuto la nomination ai Premi César come miglior regista esordiente. Nel corso della sua carriera ha sviluppato sia commedie semplici e romantiche sia intricati noir. Nel 1995 ha iniziato a lavorare con Marie Trintignant e Guillaume Depardieu, che appaiono in diversi suoi film, così come Audrey Tautou. Del suo primo film è stato poi realizzato un remake da Jonathan Lynn, dal titolo Wild Target nel 2009. Appare anche in qualche film come attore. In questa veste ha esordito nel 1994, comparendo in L'histoire du garçon qui voulait qu'on l'embrasse.

## Filmografia

### Regista

#### Cinema
- Ménage - cortometraggio (1992)
- Cible émouvante (1993)
- Les Apprentis (1995)
- ...Comme elle respire (1998)
- Les Marchands de sable (2000)
- In amore c'è posto per tutti (Après vous...) (2003)
- Ti va di pagare? - Priceless (Hors de prix) (2006)
- Beautiful Lies (De vrais mensonges) (2010)
- Piccole crepe, grossi guai (Dans la cour) (2014)
- Pallottole in libertà (En liberté!) (2018)

#### Televisione
- L'@mour est à réinventer – miniserie TV, episodi 1x8 (1996)

- Le Détour – film TV (2000)
- En thérapie – serie TV, 7 episodi (2021)